# Sara Savery
Sara Savery er en dansk filmkomponist, musikproducer, sangerinde, model og medstifter af musikgrupperne People Press Play, Ghost Society og solo projektet Drop The Gun.
Sara Savery er mest kendt for at være forsanger og musikproducer i People Press Play, Ghost Society, Drop The Gun og for sit arbejde med det succesfulde band Blue Foundation.
Hun medvirker som vokalist og medkomponist på albummende In My Mind I Am Free, Blood Moon og Silent Dream fra Blue Foundation.
Sara Savery var hovedkomponist på Kaspar Munks film You And Me Forever . Hun blev nomineret til en Robert (filmpris) i 2013 for sit arbejde for You And Me Forever.
Hun var medkomponist på DRs tv-serie Bedrag og Boris Bertrams dokumentarfilm Human Shelter. 